# 貝利氏矮甲鯰
貝利氏矮甲鯰，為輻鰭魚綱鯰形目矮甲鯰科的其中一種，為熱帶淡水魚，分布於南美洲巴西Unini河流域，棲息深度0-2公尺，體長可達15.5公分，棲息在植被生長的溪流迴水區，生活習性不明。

## 扩展阅读
維基物種上的相關：貝利氏矮甲鯰